# Be My Slave
Albums de Bitch
Damnation Alley
(1982) The Bitch Is Back
(1987)
Be My Slave est le premier album studio du groupe Bitch paru en 1983 sous le label Metal Blade Records.
Au milieu des années 1980, l'album fut la cible de Tipper Gore et du groupe Parents Music Resource Center (PMRC) à cause de ses paroles autour du sexe. Tipper Gore se servit de la couverture de l'album lors de son discours face au comité sénatorial des États-Unis, citant des extraits de la chanson Leatherbound,. Une copie d'un éditorial au Washington Post par William Raspberry fut présentée lors de l'audience datant du 19 juin 1985, s'intitulant « Filth on the Air » (Saleté à l'antenne):

« Cela peut aider, mais il est certain que les disc jockeys doivent être conscients que Bitch, Be My Slave, n'est pas exactement ce que les parents veulent que leurs préadolescents écoutent. »

## Liste des titres

### Face-A
| No | Titre                   | Paroles                    | Musique                                 | Durée |
| -- | ----------------------- | -------------------------- | --------------------------------------- | ----- |
| 1. | Right from the Start    | Betsy Bitch                | David Carruth, Robby Settles            | 5:08  |
| 2. | Be My Slave             | Betsy Bitch                | David Carruth, Robby Settles, Mark Webb | 4:40  |
| 3. | Leatherbound            | Mark Anthony Webb          | Mark Anthony Webb                       | 4:19  |
| 4. | Riding in Thunder       | Betsy Bitch, David Carruth | David Carruth                           | 3:58  |
| 5. | Save You from the World | Betsy Bitch, David Carruth | David Carruth                           | 5:41  |

### Face-B
| No  | Titre                       | Paroles                    | Musique                      | Durée |
| --- | --------------------------- | -------------------------- | ---------------------------- | ----- |
| 6.  | Heavy Metal Breakdown       | Betsy Bitch                | David Carruth, Robby Settles | 5:34  |
| 7.  | Gimme a Kiss                | Betsy Bitch                | Robby Settles                | 3:54  |
| 8.  | In Heat                     | Betsy Bitch                | Robby Settles                | 6:47  |
| 9.  | Make It Real (Make It Rock) | Betsy Bitch                | David Carruth, Robby Settles | 3:57  |
| 10. | World War III               | Betsy Bitch, David Carruth | David Carruth                | 5:10  |

## Composition du groupe
- Betsy Bitch - chants
- David Carruth - guitare
- Mark Anthony Webb - basse
- Robby Settles - batterie